# Birte Leest
Birte Leest (* 1979 in Essen) ist eine deutsche Schauspielerin.

## Leben
Birte Leest studierte von 2001 bis 2006 Schauspiel am Max Reinhardt Seminar in Wien.
Als vorrangige Theaterschauspielerin wirkte sie von 2006 bis 2011 an zahlreichen Inszenierungen des Staatstheater Kassel mit. Zwischen 2014 und 2017 war sie am Staatstheater Braunschweig engagiert, ab der Spielzeit 2017/18 war sie festes Ensemblemitglied am Staatsschauspiel Dresden Zur Spielzeit 2022/23 engagierte sie Sonja Anders als festes Ensemblemitglied an das Schauspiel Hannover. Sie ist bis heute aktiv an verschiedenen Film- und Theaterproduktionen beteiligt.

## Filmografie/Theater

### Filme
- 2003: Niemals vergessen (Kurzfilm) – Regie: Claudia Triebe
- 2009: Der letzte Gang (Kurzfilm) – Regie: Florian Schneider
- 2012: Fahrschule – Regie: Heiko Aufdermauer
- 2012: Familie – Regie: Heiko Aufdermauer
- 2024: Ivo

### Theater
- 2005: „Bash“ von Neil LaBute (Die Frau), Max Reinhardt Seminar
- 2005: „Liebe Mich Irgendwie!“ Max Reinhardt Seminar
- 2007–2008: „Morgen in Katar“ von Theresia Walser (Die Architektin), Staatstheater Kassel
- 2007–2008: „Le petit Maître“ von Nino Haratischwili (die Mathilde), Staatstheater Kassel
- 2007–2008: „Kabale und Liebe“ von Friedrich Schiller (die Lady Milford), Staatstheater Kassel
- 2007–2008: „Romeo und Julia“ von William Shakespeare (die Julia), Staatstheater Kassel
- 2007–2008: „Die Laune des Verliebten“ von Johann Wolfgang von Goethe (die Amine), Staatstheater Kassel
- 2008–2009: „Ein Sommernachtstraum“ von William Shakespeare (die Hermia), Staatstheater Kassel
- 2008–2009: „Hamlet“ von William Shakespeare (die Ophelia), Staatstheater Kassel
- 2008–2009: „Frühlings Erwachen“ von Frank Wedekind (die Frau Bergmann), Staatstheater Kassel
- 2008–2009: „Trunkener Prozess“ von Bernard-Marie Koltès (die Sonja), Staatstheater Kassel
- 2009–2010: „Die Möwe“ von Anton Tschechow (die Mascha), Staatstheater Kassel
- 2009–2010: „Tasso“ von Johann Wolfgang von Goethe (die Leonore Sanvitale), Staatstheater Kassel
- 2009–2010: „Unschuld“ von Dea Loher, Staatstheater Kassel
- 2009–2010: „Killer Joe“ von Tracy Letts (die Dottie Smith), Staatstheater Kassel
- 2009–2010: „Peer Gynt“ von Henrik Ibsen (Die Grüne, Knopfgießer, Lady Cotton, Der Schmied Aslak, Die Sennerin), Staatstheater Kassel
- 2011–2012: Chorprojekt – 30. SEPTEMBER, Staatstheater Stuttgart
- 2011–2012: „Sex“ von Justine del Corte (Er, Nick, Installateur, sechzehnjähriger Junge), Staatstheater Kassel
- 2011–2012: „Woyzeck“ von Georg Büchner (die Marie Zickwolf), Staatstheater Kassel
- 2011–2012: „Der Marquis von Keith“ von Frank Wedekind (die Molly Griesinger), Staatstheater Kassel
- 2011–2012: „Liebesspiel“ von Lars Norén (Die Figur D), Schauspiel Frankfurt
- 2012: „I am Your Opus“ nach Sylvia Plath (die Sylvia 1), Hamburgische Staatsoper

## Auszeichnungen
- 2007: Nachwuchspreis Schauspiel der Fördergesellschaft Staatstheater Kassel e.V.
- 2004: Vontobel-Preis beim Theatertreffen deutschsprachiger Schauspielschulen
- 2004: Hörspiel des Jahres (Ö) „Holzfällen“